# Černosotněnci
Černosotněnci (rusky: черносотенцы nebo Чёрная сотня) bylo souhrnné označení členů ruských ultraradikálních politických stran a hnutí, jako byl například Svaz ruského lidu, Ruská monarchistická strana nebo Ruský lidový svaz Michala Archanděla v době mezi 1905–1917. Jedná se o politické hnutí, jehož členy či sympatizanty byla v době před revolucí 1917 také celá řada pravoslavných duchovních. Někteří z nich byli později pravoslavnou církví kanonizováni (například metropolita Tichon).

## Charakteristika hnutí
Černosotněnci tvořili v podstatě konglomerát několika různých politických hnutí, stran a bratrstev. Přes odlišnosti v politických programech i postojích černosotněnce spojovala výbušná směs ruského nacionalismu, konzervativního monarchismu, militaristických tendencí a antisemitismu. V letech 1905–1907 se tyto skupiny v souvislosti s revolucí roku 1905 radikalizovaly a vyvolaly atmosféru politického teroru a pogromů v řadě oblastí Ruska. S ním byly spojeny například vraždy židovských politiků z řad kadetů a trudoviků v letech 1906 a 1907 a pokus o zabití předsedy vlády Sergeje Witteho. Vztah monarchie k tomuto hnutí si zaslouží pozornost: přes celou řadu kontroverzí například zaslal car Mikuláš II. pozdravný telegram Svazu ruského lidu, ve kterém označil černosotněnce za příklad „zákonnosti a pořádku“. Mikuláš II. i jeho syn carevič Alexej byli také čestnými členy černosotněnecké strany Svaz ruského národa.

## Černosotněnci v současném Rusku
V současném Rusku působí hned několik hnutí hlásících se k tradici předrevolučních černosotněnců. Jejich politický program a názory jsou postaveny stále na stejných principech jako před sto lety s tím rozdílem, že jsou ukotveny v postsovětském kontextu. Podle programu Černé sotni je cílem hnutí například restaurace samoděržaví, obnovení Ruského impéria v hranicích SSSR na základě dobrovolného připojení těch teritorií, která jsou dnes samostatná. Hlásají národnostní toleranci a návrat k pravoslaví jako záruky spásy.